# Eduard Dietl
Eduard Dietl (Bad Aibling, 21 de julho de 1890 — Steiermark, 23 de junho de 1944) foi um oficial do exército alemão.